# Roko Baturina
Roko Baturina (Split, 2000. június 20. –) horvát utánpótlás-válogatott labdarúgó, csatár, a portugál Gil Vicente játékosa, de 2024-től a Málaga csapatában kölcsönben szerepelt.

## Pályafutása

### Klubcsapatokban
Pályafutása kezdetén a Hajduk Split és az RNK Split akadémiáin nevelkedett. Utóbbi klub színeiben 2017. április 15-én mutatkozott be a horvát élvonalban. 2018 nyarán szerződtette a Dinamo Zagreb. 2019. július 27-én, egy Slaven Belupo elleni bajnokin mutatkozott be új csapatában tétmérkőzésen. A 2019-2020-as szezon második felét a szlovén Bravo csapatában töltötte, ahol tizenhat bajnokin nyolcszor volt eredményes a szlovén élvonalban.

#### Ferencváros
2020 nyarán a magyar bajnoki címvédő Ferencváros igazolta le. 2020. szeptember 19-én a Ráckeve VAFC elleni 6–1-re megnyert Magyar Kupa-mérkőzésen két gólt szerzett. 2020. november 14-én, a kupa következő fordulójában mesterhármast ért el a Bicske elleni 5–0-s győzelem során. 2020. november 28-án az MTK elleni mérkőzésen szerezte első gólját a magyar élvonalban. A 2020–2021-es szezonban bajnoki címet szerzett a zöld-fehér csapattal, húsz NB I-es mérkőzésen négyszer volt eredményes az idény során. 2021 augusztusában, miután az új vezetőedzőtől, Peter Stögertől nemkapott elég játéklehetőséget, a lengyel élvonalban szereplő Lech Poznańhoz került kölcsönbe. 2022 januárjában visszatért az FTC-hez, amelyhez még 2024-ig szóló szerződés köti.

#### Lech Poznań
2021-ben az első csapatban 3 kupamérkőzésen 104 percet játszott, a harmadosztályban szereplő Lech Poznań II-ben pedig hat bajnokin egy gólt szerzett.

#### NK Maribor
2022. július 13-án két gólt szerzett a fehérorosz Szalihorszk ellen 2–0-ra megnyert Bajnokok ligája selejtező mérkőzésen.

#### Racing Santander
2023. január 31-én jelentették be, hogy vételi opcióval kölcsönbe került a szezon hátralévő részére a Racing Santander csapatához.

#### Málaga
2024. július 22-én a 2024–25-ös idényre kölcsönbe került a Málaga csapatához.

### A válogatottban
Többszörös utánpótlás-válogatott, részt vett a hazai rendezésű 2017-es U17-es labdarúgó-Európa-bajnokságon, ahol mindhárom csoportmérkőzésen pályára lépett.

## Sikerei, díjai
Dinamo Zagreb
- Horvát bajnok (1): 2019–20

 Ferencvárosi TC
- Magyar bajnok (1): 2020–21[19]

## Magánélet
Öccse, Martin a Dinamo Zagreb csapatának a tagja.